# Béla Balassa
Béla Balassa est un économiste hongrois, né à Budapest, le 6 avril 1928, et mort à Washington, le 10 mai 1991.

## Biographie et carrière
Balassa était diplômé en droit de l'Université de Budapest. Il quitte le pays après l'Insurrection de Budapest de 1956 pour se rendre en Autriche ; il reçoit alors une bourse de la Fondation Rockefeller pour étudier à l'Université Yale, où il obtient une maîtrise puis un doctorat en économie, en 1958 et 1959. En 1959, il reçoit le John Addison Porter Prize décerné à Yale. De 1962 à 1967, il est professeur assistant à Yale ; professeur à l'Université Johns-Hopkins de 1966 à 1991. À partir de 1966, il est conseiller à la Banque Mondiale, sur les politiques commerciales et le développement.

## Concepts

### Effet Balassa-Samuelson
Il a travaillé avec Paul Samuelson. De leur collaboration est issue la découverte de l'effet Balassa-Samuelson qui étudie les relations entre les parités internationales de pouvoir d'achat et les écarts internationaux de productivité (voir la notice dédiée).

### Avantage comparatif révélé
Balassa est à l'origine du calcul de ce ratio utilisé en économie internationale pour mesurer les avantages ou désavantages relatifs d'une nation dans les échanges internationaux d'un certain type de biens et services tels qu'ils apparaissent dans les flux réels d'échange (voir la notice avantage comparatif révélé).

### Différentes étapes d'un processus d'intégration régionale
Dans The theory of economic integration (1961), Balassa a établi quelles étaient les différentes étapes du processus d'intégration régionale, à savoir la zone de libre-échange (free trade area), l'union douanière (customs union), le marché commun (common or single market), l'union économique et monétaire (economic union). C'est la théorie fondatrice de l'Union européenne.
- La zone de libre-échange : les partenaires échangent librement leurs marchandises à la suite de la suppression des obstacles tarifaires et non tarifaires. La réglementation des échanges de produits avec le reste du monde reste du ressort des politiques commerciales nationales ;
- L'union douanière : non seulement les obstacles douaniers, quantitatifs et tarifaires, sont éliminés (zone de libre-échange) mais les États membres fixent également un tarif extérieur commun. Ils adoptent donc une politique commerciale commune ;
- Le marché commun résulte de l'ouverture de l'ensemble des marchés, le marché des produits, le marché du travail et celui des capitaux. II repose donc sur la libre circulation des hommes et des capitaux ;
- L'union économique et monétaire ajoute au marché commun une harmonisation des politiques économiques et la mise en place d'une monnaie commune. Par conséquent, cette forme d'intégration nécessite une régulation économique par le biais d'interventions étatiques.

## Divers
Béla Balassa était aussi un gourmet qui assemblait et mettait à jour périodiquement un guide des ressources culinaires parisiennes, qui expliquait comment bien manger tout en restant dans les limites des remboursements effectués par les agences internationales, guide qui circulait parmi ses collègues et amis .

### En français
- Bela Balassa, André Barsony, Anne Richards, Les Effets exercés sur la balance des paiements par les chocs extérieurs et les mesures prises pour y répondre dans les pays en développement non membres de l'O.P.E.P., Études du Centre de développement, O.C.D.E., Centre de développement, Paris, 1981.
- Bela Balassa, Les Nouveaux pays industrialisés dans l'économie mondiale, préf. de Bernard Lassudrie-Duchêne ; Approfondissement de la connaissance économique, Économica, Paris, 1986.
- Bela Balassa, John Williamson, Les Réussites du Sud-Est asiatique dans le commerce mondial : Corée, Hong-Kong, Singapour, Taïwan, Bibliothèque d'économie internationale, Économica, Paris, 1989.